# Szombathely Győző
Szemereharaszthi és wihnyei Szombathely Győző (néhol Szombathelyi, Viktor; Kolta, 1830. március 25. - Kolta, 1916. május 10.) huszár főhadnagy, Komárom vármegye alispánja, országgyűlési képviselő, kataszteri felügyelő.

## Élete
Szombathely Antal (1783-1864) földbirtokos és Kürthy Emerencia fia. Testvére Petrich Sándorné/ Balogh Kálmánné Emma. Felesége 1856-tól ényi és vágvecsei Czigler Anna (1840-1891). Gyermekeik Sándor Gézáné Marianne és Szombathely Antal (1871-1936) földbirtokos, a koltai Szlovenszkói Magyar Kultúregyesület elnöke. Távoli rokona Farbaky István felesége Kürthy Piroska.
Joggyakornokként 1849. májusában önkéntes lett a 18. Attila huszárezred Komáromban szerveződő osztályánál. Augusztus elején hadnaggyá léptették elő. A borosjenői fegyverletételt követően a cári hatóságoktól kapott útlevele segítségével csatlakozott a komáromi várőrséghez, a 17. Bocskai huszárezredhez osztják be. Komárom feladása után a császáriak hadbíróság elé állítják Pesten. Klapka György nyilvános hírlapi tiltakozásának hatására (a kapitulációs egyezmény megsértése) szabadon engedik.
1867-ben az Udvardi járás főszolgabírájává választották. 1872-1875 között országgyűlési képviselő volt. 1884-től királyi tanácsos volt. 1887-ben "szemereharaszti" előnevet kapott. 1890-1893 között Komárom vármegye alispánja volt. Utóda Ghyczy Dénes lett.
A koltai családi sírboltban nyugszik.
1882-től a Komárom Vidéki Takarékpénztár részvénytársaság egyik vezetője, 1891-től elnöke. Előbb a Komárom-Vármegyei és Komárom Városi Történeti és Régészeti Egylet alapító alelnöke, illetve az előkészítő bizottság elnöke, majd 1900-tól a Komárom Vármegyei és Városi Muzeum-Egyesület elnöke lett. A múzeumi gyűjteménynek ajándékozott egy Koltáról származó kelta kori edényt, illetve éremgyűjteményét (részben emlékérmeket). Komáromszemere határában majorságot hozott létre. A Komárom megyei Gazdasági Egyesületnek éveken át alelnöke volt. A Komárom megyei Honvédegylet tagja volt.
Fényképét Mager Ottó örökítette meg. Egy fényképét 1925-ben, Jókai Mór levelével együtt valószínűleg fia Antal ajándékozta a "Jókai ereklyemúzeumnak".

## Elismerései
- Vaskorona-rend III. osztálya